# Catharsius hertli
Catharsius hertli là một loài bọ cánh cứng trong họ Bọ hung (Scarabaeidae).